# Зернов, Виктор Евгеньевич
Ви́ктор Евге́ньевич Зерно́в (род. 3 января 1945, Москва) — советский футболист и российский футбольный тренер. Заслуженный тренер РСФСР (1989).
Работал в клубах «Геолог» Тюмень (1988, тренер), «Спартак»-д Москва (1989—1995, старший тренер). Был главным тренером в командах «Спартак» Нальчик (1998), «Динамо»-2 Москва (1999), «Черноморец» Новороссийск (2001), «Краснознаменск» (2001), «Спартак» Кострома (2003), МТЗ-РИПО Минск (2004). Главный тренер сборной вооружённых сил Бирмы (1996—1998), Консультант национальной сборной Ирана (1999—2000), Главный тренер молодёжной сборной Ирана (1999—2000).